# Callisto denticulella
Callisto denticulella là một loài loài bướm thuộc họ Gracillariidae. Loài này có ở khắp châu Âu, ngoại trừ Bán đảo Balkan và các đảo thuộc vùng biển Địa Trung Hải.
Sải cánh khoảng 11 mm. Cá thể trưởng thành mọc cánh từ tháng 5 tới tháng 6.
Ấu trùng ăn lá các loài Malus. Ngoài ra chúng cũng ăn lá các loài Cotoneaster, Crataegus và Pyrus communis.

## Hình ảnh

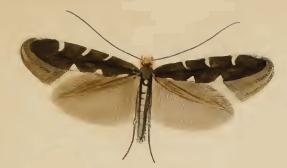
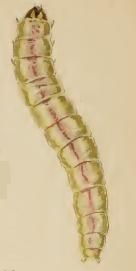
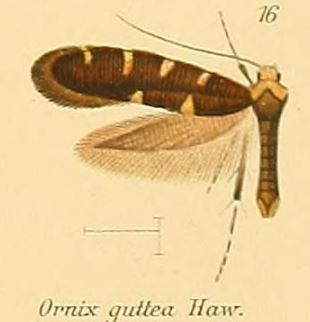
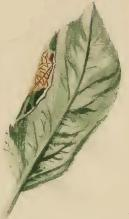